# (3067) Akhmatova
(3067) Akhmatova – planetoida z pasa głównego asteroid okrążająca Słońce w ciągu 3,36 lat w średniej odległości 2,25 j.a. Odkryła ją Ludmiła Karaczkina 14 października 1982 roku w Krymskim Obserwatorium Astrofizycznym znajdującym się w miejscowości Naucznyj. Nazwa planetoidy pochodzi od Anny Achmatowej (1889–1966) – wybitnej rosyjskiej poetki.